# Erigeron andryaloides
Erigeron andryaloides là một loài thực vật có hoa trong họ Cúc. Loài này được (DC.) Benth. ex C.B.Clarke mô tả khoa học đầu tiên năm 1876.